# 安藤雅司
安藤雅司（日語：安藤 雅司，1969年1月17日—）是出生於日本廣島縣的男性動畫作畫監督、角色設計師。

## 經歷
在未唸完日本大學藝術學部中輟後，安藤雅司以吉卜力工作室第二期結訓的實習生身份進入了該動畫室任職。於1995年吉卜力以歌手團體恰克與飛鳥演唱的歌曲《On Your Mark》改編之同名短篇動畫上；安藤雅司首次擔任作畫監督的職務，後續也此身份陸續參與了吉卜力的《魔法公主》、《神隱少女》等作品，並曾擔任吉卜力在2000年發行刊物《近藤喜文的事務～讓動畫成功表現的方法～》的主要編輯。
而參與完《神隱少女》的製作後，安藤雅司離開了吉卜力改往其它動畫公司發展，之後多在動畫導演今敏下的作品如《東京教父》、《盜夢偵探》等負責作畫監督或角色設計方面的處理。2010年今敏離世後、則改參與了由沖浦啟之執導的《給小桃的信》。
後續安藤雅司再次回歸到吉卜力旗下、於2013年推出的《輝耀姬物語》中擔任作畫。且在2014年夏季上映的《回憶中的瑪妮》裡擔任作畫監督外；並參與該作品劇本方面的撰寫。

## 參與作品

### 電影動畫
- 兒時的點點滴滴（1991年）：動畫
- 紅豬（1992年）：原畫
- 平成狸合戰（1994年）：原畫
- On Your Mark（1995年）：作畫監督
- 魔法公主（1997年）：作畫監督
- 隔壁的山田君（1999年）：原畫
- 神隱少女（2001年）：作畫監督
- 東京教父（2003年）：作畫監督
- 駭客任務立體動畫特集（2003年）：原畫
- 攻殼機動隊2 INNOCENCE（2004年）：原畫
- 盜夢偵探（2006年）：作畫監督、角色設計
- 惡童當街（2006年）：原畫
- 給小桃的信（2012年）：作畫監督、角色設計
- 福音戰士新劇場版：Q（2012年）：原畫
- 輝耀姬物語（2013年）：作畫
- 回憶中的瑪妮（2014年）：作畫監督、劇本
- 火影忍者劇場版：最終章（2014年）：原畫
- 百日紅（2015年）：原畫
- 你的名字。（2016年）：作畫監督、角色設計
- 鹿王 尤娜与约定之旅（2022年）：作畫監督、角色設計、监督（与宫地昌幸合作）

### 電視動畫
- 海潮之聲（1993年）：原畫
- 蒙面俠蘇洛傳（1996年）：原畫
- 極限戰士（2002年）：原畫
- 妄想代理人（2004年）：作畫監督、角色設計、原畫
- 攻殼機動隊 S.A.C. 2nd GIG（2004年）：原畫
- 電腦線圈（2007年）：原畫
- 白兔玩偶（2011年）：原畫
- 排球少年！！（2014年）：原畫

## 外部連結
- 安藤雅司在互联网电影资料库（IMDb）上的資料（英文）